# Chata na Martinských holiach

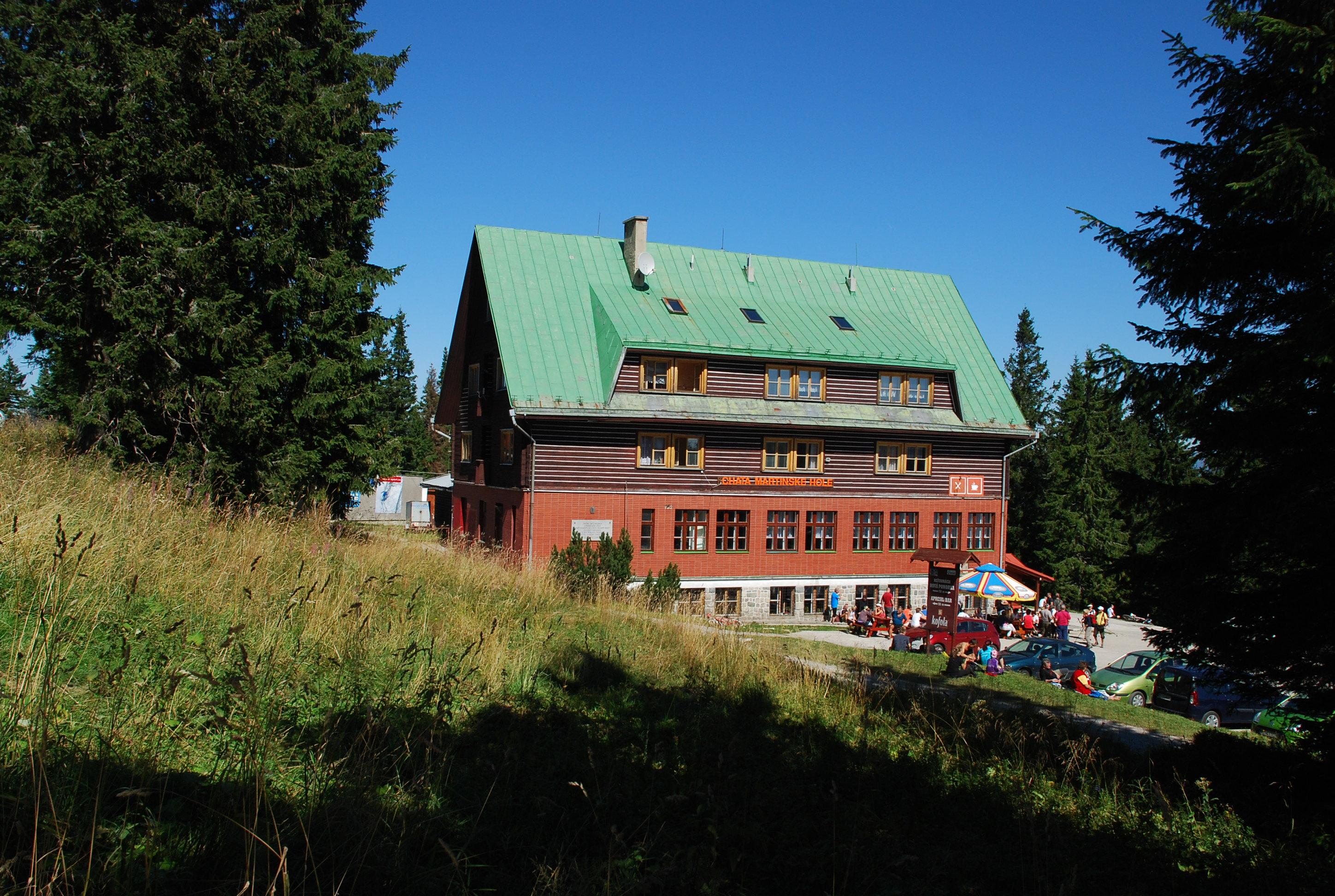
Widok ogólny

Chata na Martinských holiach – górskie schronisko turystyczne na Słowacji, w Małej Fatrze Luczańskiej. Położone jest na wysokości 1250 m n.p.m., Martinských halach, pomiędzy Krížavą (1456 m n.p.m.) na zachodzie i Kalužną (1161 m n.p.m.) na wschodzie.

## Historia
Pierwsze wzmianki o budowie drogi na Martinské hale pochodzą z lat 1932–1934. Była to tzw. Droga Dr. Józefa Országha. Została zbudowania w czasie światowego wielkiego kryzysu. Została częściowo ukończona w 20. rocznicę powstania Republiki Czechosłowackiej, w 1938. Na halach istniało już wówczas schronisko Halašova útulna. Obok niego rozpoczęto budowę poprzednika obecnego obiektu. Materiał wnoszono na plecach. Jedna osoba niosła z reguły dziesięć lub więcej cegieł na raz. Budowę ukończono w 1939 w niepełnym zakresie (70 łóżek). Pierwszym zarządcą był Martinišek Holko, martinski przedsiębiorca, narciarz i turysta. Drugim administratorem był Karol Kern, którzy użytkował już samochód, mimo że serpentyny drogi wciąż były w budowie. Ostatnim administratorem był Bohúň, dawny dzierżawca schroniska z Chabenca. W czasie Słowackiego Powstania Narodowego Niemcy spalili wszystkie schroniska na Martinských holiach i w Małej Fatrze. Chata na Martinských holiach spłonęła w 1944.
Rozwój turystyki w latach 40. XX wieku inicjował m.in. Janko Bojmír. W okresie jego prezesury w Klubie slovenských turistov Turiec odbudowano Chatę na Martinských holiach. Tymczasowy budynek otwarto przed Bożym Narodzeniem 1945. Miał jadalnię o wymiarach 10×4 metra, małą kuchnię, jedno pomieszczenie dla dozorcy, wodociąg, a na poddaszu wspólne dormitorium dla 40 osób.
W 1946 rozpoczęła się budowa obecnego schroniska, która wymagała głębokich wierceń. Prace wspomagało wojsko. Korzystano też z samochodów dostarczonych w ramach UNRRY. Obiekt oddano do użytku przed letnim sezonem turystycznym w 1949. Pierwszym zarządcą został Anton Martinec.

## Wyposażenie
Schronisko znajduje się w centrum ośrodka narciarskiego Martinské hole. Dobre warunki śniegowe w zimie predestynują ośrodek do uprawiania turystyki pieszej i narciarskiej, a zwłaszcza narciarstwa zjazdowego, ponieważ najbliższy wyciąg narciarski się zaledwie 80 metrów od budynku.
Obiekt o pojemności 85 łóżek jest czynny całorocznie. Dysponuje pokojami o standardzie turystycznym bez łazienek wewnątrz oraz w dziesięcioma apartamentami z własnymi łazienkami. Posiada restaurację. Do schroniska można dojechać samochodem po asfaltowej szosie z Vrútek lub Martina.

## Turystyka
Schronisko położone jest przy szlakach turystycznych:
- Martin Stráne - Krížava vysílač,
- do Bystrički[1].

Kończą się tu dwa szlaki rowerowe:
- nr 5429 z Martina,
- nr 2420 z Vrútek[1].